# Tabanus bovinus
Tabanus bovinus este o specie de tăuni foarte frecventă. Face parte din genul Tabanus și poate atinge o mărime între 21 și 24 de mm, culoarea corpului este neagră-cenușie cu pete gălbui. Are corpul masiv, gros.

## Bibliogafie
- Ionescu M.A., Lăcătușu M., Entomologie, Editura Didactică și Pedagogică, București 1971.